# Тоник
Тоникът е газирана безалкохолна напитка с разтворен хинин. Първоначално е използвана за профилактика срещу малария, но сега има значително по-малко съдържание на хинин и се консумира заради специфичния горчив вкус.

## История
Напитката получава името си от лекарствените ефекти на този горчив вкус. Хининът е добавен към нея като профилактично средство срещу малария, тъй като тя е била първоначално предназначена за консумация в Южна Азия и Африка, където тази болест е особено разпространена. Смесената напитка джин-тоник се появява в  Индия, по това време британска колония. Британското население смесвало лекарствения хинин тоник с джин, за да го направят по-вкусен.